# Pęckowo (stacja kolejowa)
Pęckowo – była stacja kolejowa w Pęckowie, w województwie wielkopolskim, w Polsce. Można stąd dojechać do Poznania lub Krzyża Wielkopolskiego. W ramach modernizacji linii 351 przebudowana na posterunek odgałęźny

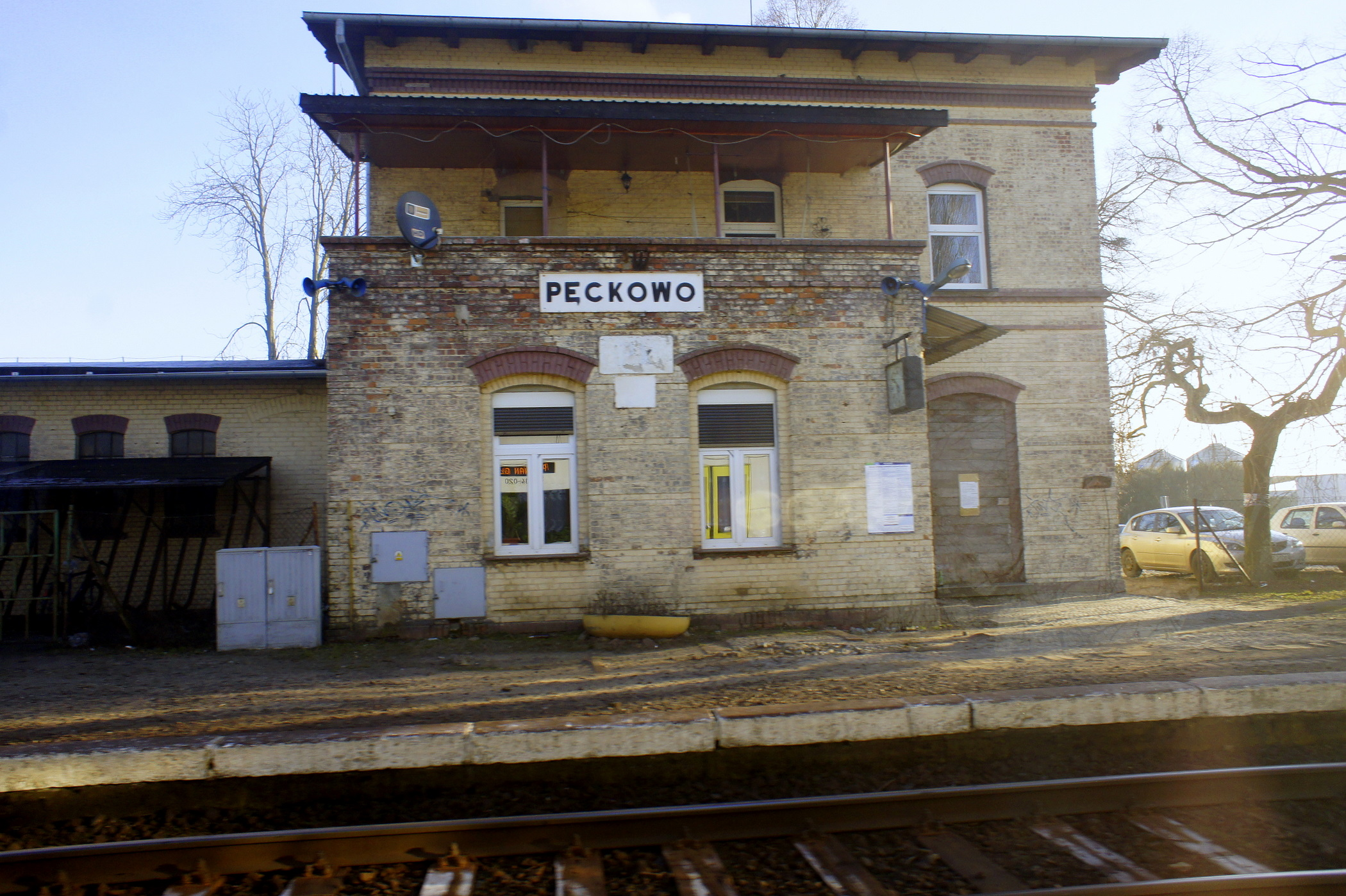
Budynek stacyjny

## Ruch pasażerski
| Rok  | Wymiana pasażerska na dobę |
| ---- | -------------------------- |
| 2017 | 100-149                    |
| 2022 | 100-149                    |